# Bullet-Schach
Bullet-Schach ist eine Spielform des Schachs mit weniger als drei Minuten Bedenkzeit pro Spieler und Partie, wobei üblicherweise eine Minute pro Spieler und Partie gespielt wird. Es handelt sich um eine verschärfte Form des Blitzschachs, die vor allem auf Schachservern recht populär ist. „Bullet“ bedeutet im Englischen „Geschoss“. Eine alternative Bezeichnung für Bullet-Schach ist Lightning-Schach („Lightning“ bedeutet „Blitz“). Partien mit kürzerer Bedenkzeit als einer Minute werden teilweise als eigene Form betrachtet („Hyperbullet“ mit 30 Sekunden Bedenkzeit und „Ultrabullet“ mit 15 Sekunden Bedenkzeit).
Bei der extrem kurzen Bedenkzeit stehen die Fertigkeit beim Handhaben der Computermaus bzw. des Touchscreens, die schnelle Erfassung taktischer Motive und die Königssicherheit im Vordergrund. Eine sorgfältige Variantenberechnung oder positionelles Spiel werden dagegen meist vernachlässigt, weswegen Bullet-Schach bei einem Teil konventioneller Schachspieler unbeliebt ist. Es gibt aber auch Spieler, die diese kurze Bedenkzeit beim Spiel auf Schachservern bevorzugen, da es für den Gegner schwerer möglich ist, Schachprogramme oder andere Hilfsmittel zu Rate zu ziehen und sich dadurch Vorteile zu verschaffen. 
Durch die Möglichkeit des Premove, einem vorweggenommenen Antwortzug, ist es trotz der kurzen Bedenkzeit möglich, lange Partien zu spielen.
Einer der bekanntesten deutschen Spieler war der vierfache inoffizielle Weltmeister in dieser Disziplin, GM Roland Schmaltz. Ein weiterer Bullet-Experte ist Hikaru Nakamura, der darüber auch ein Buch verfasst hat.